# باغلي رايت
باغلي رايت (بالإنجليزية: Bagley Wright)‏ هو راعي الفنون أمريكي، ولد في 13 أبريل 1924 في ماريتا في الولايات المتحدة، وتوفي في 18 يوليو 2011 في سياتل في الولايات المتحدة.